# Château

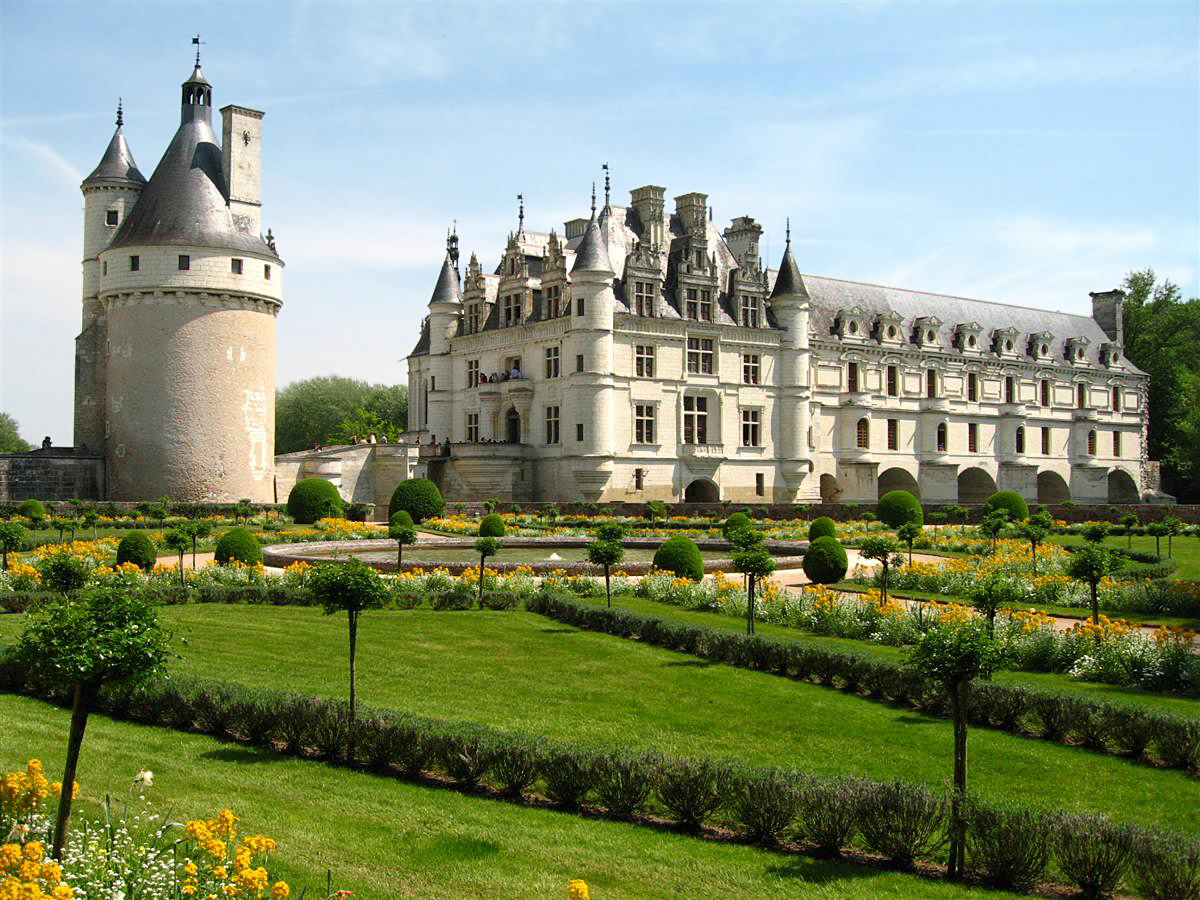
Château de Chenonceau en la Vall del Loira

Un château (en plural, châteaux) és una casa pairal o residència senyorial o bé una casa de camp de la noblesa o la burgesia, amb fortificacions o sense, construïda originalment en regions francòfones durant el Renaixement.
Un château fortificat (açò és, un castell) és anomenat château/fort. Molts dels châteaux no són tant castells com palaus. L'equivalent urbà d'un château és un palais, nom que a França s'aplica només a grans cases en una ciutat. Aquest ús és diferent del de "palau" en espanyol o anglès, on no cal que un palau estiga en una ciutat, però la paraula rares vegades es fa servir en anglès per a edificis distints de les residències reials. L'expressió hôtel/particulier es fa servir per a una casa particular de gran estil.
Si un château no és antic, ha de ser almenys gran. Aquesta paraula sovint es fa servir en referència a la residència d'un membre de la reialesa francesa o la noblesa, però alguns bons châteaux els van erigir membres de l'alta burgesia recentment ennoblits o ministres de Lluís XIII de França i els seus successors. Un château sol estar envoltat de terres que li serveixen de sustentació.